# Camp de Limmer-Hannover

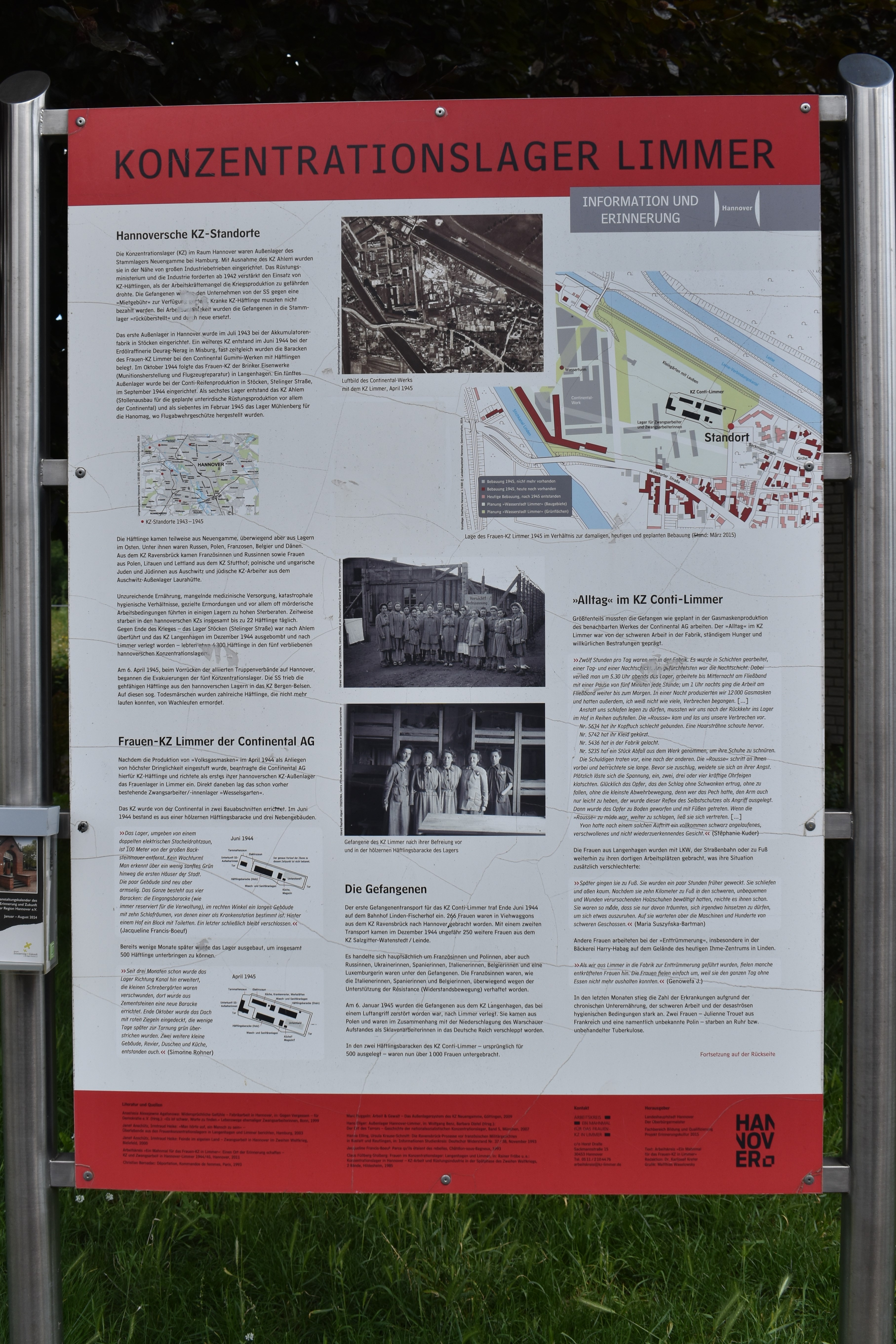
Panneau d'information rappelant l'existence du Kommando de Limmer-Hannover sur le site du camp.

Le camp de Limmer-Hannover (ou Conti-Limmer) est une unité de travail forcé dépendant du camp de concentration de Neuengamme, située dans la banlieue est de Hanovre et dont les déportées étaient mises à la disposition des entreprises Continental Gummiwerk et Brinker Eisenwerke.

## Création
Le 24 juin 1944, 266 déportées, principalement françaises et russes, venant du camp de Ravensbrück, arrivent sur le site de Limmer-Hanovre, près de l'usine de caoutchouc Continental-Gummiwerk.

## Travail forcé
Elles y travaillent à la production de masques à gaz, dans le cadre d'un programme de l'entreprise Brandt.

« Notre vie à l'usine commença, vie abrutissante et éreintante s'il en fût : douze heures de travail à la chaîne, une semaine de jour, une semaine de nuit. L'apprentissage est dur : il faut suivre le rythme d'un tapis roulant, prendre des formes de fonte de trois kilos à la cadence de trois par minute, et cela de six heures du matin à six heures du soir, ou de six heures du soir à six heures du matin. Les contremaîtres ne sont pas patients ; nous ne mettons pas de bonne volonté pour leur fabriquer leurs masques à gaz. Lorsque les « souris » s'en mêlent, cela se termine toujours par des coups de botte et des coups de poing qu'il faut recevoir stoïques, au garde à vous, les poings serrés, la rage au cœur. Le spectacle est tel que les civiles allemandes qui travaillent dans notre atelier ne veulent plus être témoins de scènes pareilles ; on se contentera désormais de relever notre numéro et le compte sera réglé au camp ; nous n'y perdrons pas. Je me rappelle en particulier le cas d'une petite Française de 18 ans sur laquelle une S.S. s'est acharnée une nuit et qui ne fût lâchée par sa tortionnaire que lorsqu'elle fût étendue par terre inanimée. »Geneviève HELMER, De l’Université aux camps de concentration. Témoignages strasbourgeois, Strasbourg, Presses Universitaires de Strasbourg, 1947, pp.343-345

— Geneviève HELMER, De l’Université aux camps de concentration. Témoignages strasbourgeois, Strasbourg, Presses Universitaires de Strasbourg, 1947, pp.343-345
Sévèrement encadrées par des gardiennes (surnommées les souris), les prisonnières qui freinent la chaîne ou dont le travail ne passe pas l'inspection sont battues. Pour tenir leurs objectifs de productivité (les détenues doivent produire 12 000 masques par plage de 11 heures), les cadres de l'entreprise proposent, avec l'accord de la SS, un système de bonus qui est rejeté collectivement par les déportées.
Mi-décembre 1944, après la construction de baraquements, elles sont rejointes par 250 déportées du Kommando extérieur de Salzgitter-Watenstedt/Leinde (dont une trentaine de Françaises).
Enfin, après les bombardements alliés de janvier 1945, 500 déportées (majoritairement polonaises) (du Kommando Langenhagen-Hannover, dont le camp a été rasé, sont également transférées à Limmer.
Ces nouveaux contingents de déportées sont affectées pour une part au déblaiement des décombres du quartier de Hanovre-Linden, et pour celles venant de Langenhagen, à la fabrication de munitions et de pièces d'avions pour l'usine Brinker Eisenwerke.
Avec l'accroissement de la population du camp, les détenues, qui jusqu'alors avaient chacune leur lit, se trouvent moins bien logées et, n'ayant plus qu'un lit pour deux personnes, sont obligées de dormir à tour de rôle, selon les quarts. La fréquence des maladies augmente et, chaque jour, 60 à 70 déportées sont inaptes au travail. Les SS exigent que les femmes ayant moins de 39°C de fièvre soient mises sur les chaînes de production.
Malgré la dureté du travail, le camp de Limmer n'a enregistré que deux décès.
En mars 1945, le SS-Hauptsturmführer Otto Thümm prend la direction du Kommando de Hanovre-Limmer.

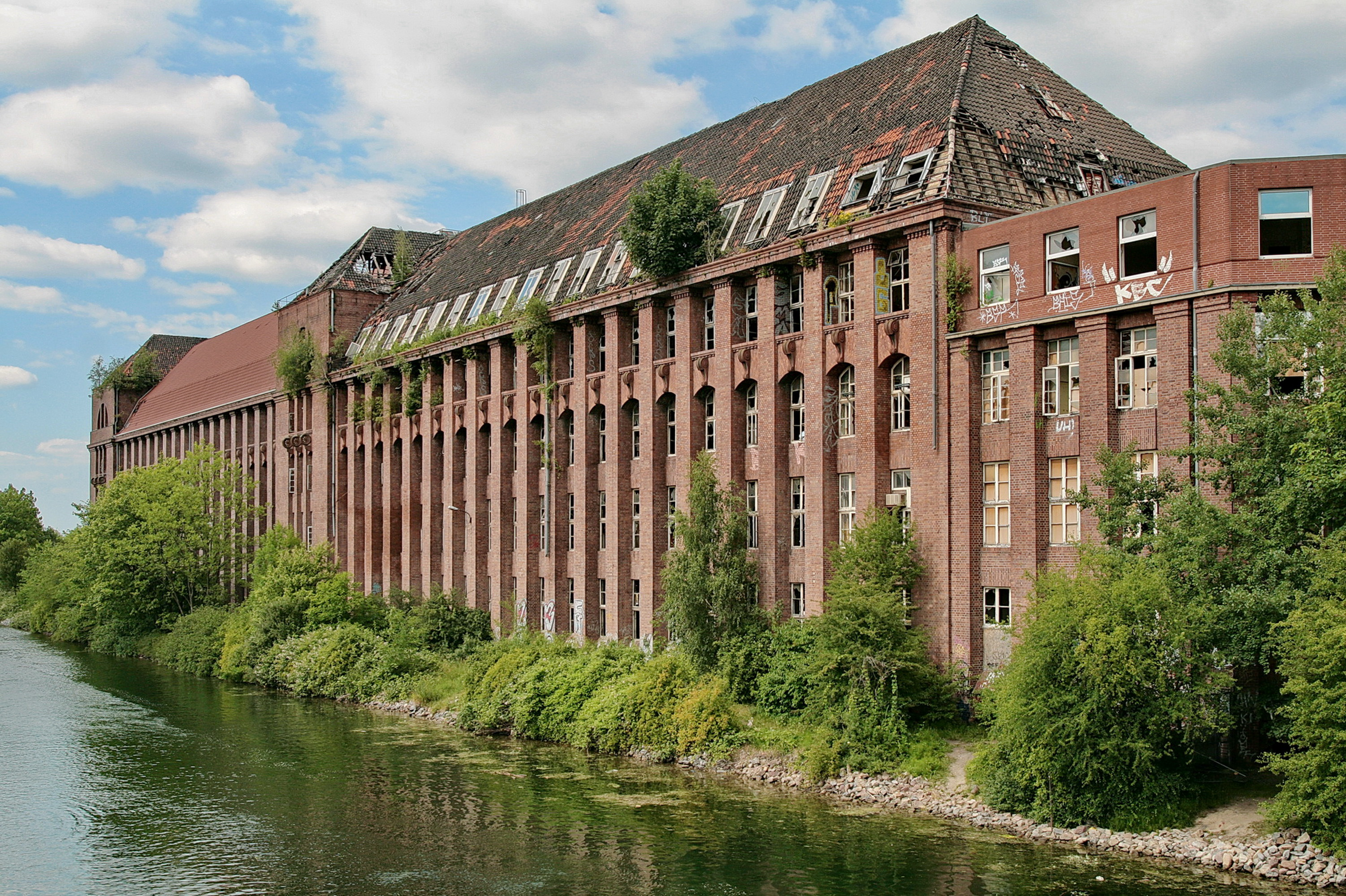
L'usine Gummi-Continental où les déportées étaient employées à la fabrication de masques à gaz.

## Évacuation
Le 6 avril 1945, le kommando est évacué. Près de 80 déportées, hors d'état de marcher, sont laissées sur place. Elles seront libérées le 10 avril 1945 à l'arrivée des troupes américaines. Les autres quittent Hanovre à pied en direction de Bergen-Belsen où elles arrivent le 8 avril. On ignore combien de déportées sont mortes pendant la marche et combien sont décédées dans les jours précédant et suivant la libération de Bergen-Belsen.

## Mémorial
Depuis 1987, une pierre commémorative et une plaque rappellent l'existence du camp de Limmer à l'angle des rues Sackmannstraße et Stockhardtweg.